# Waldkirch (Švýcarsko)
Waldkirch je obec na východě Švýcarska v kantonu St. Gallen. Žije zde přibližně 3 500 obyvatel.

## Geografie
Waldkirch se nachází asi 8 kilometrů severozápadně od kantonálního hlavního města St. Gallen. Obec leží na vyvýšené lesnaté plošině v nadmořské výšce kolem 600–650 metrů a skládá se z vesnic Waldkirch a Bernhardzell. Osady Ronwil, Edlischwil, Engi, Schöntal a Hohfirst jsou označeny jako zóny samostatných usedlostí. Jedná se o obec charakteristickou zemědělstvím (63,8 % zemědělské půdy, 30 % pracovních míst v primárním sektoru).
Sousedními obcemi jsou Bischofszell, Hauptwil-Gottshaus, Niederbüren, Gossau, Andwil, Gaiserwald, Wittenbach a Häggenschwil.

## Historie

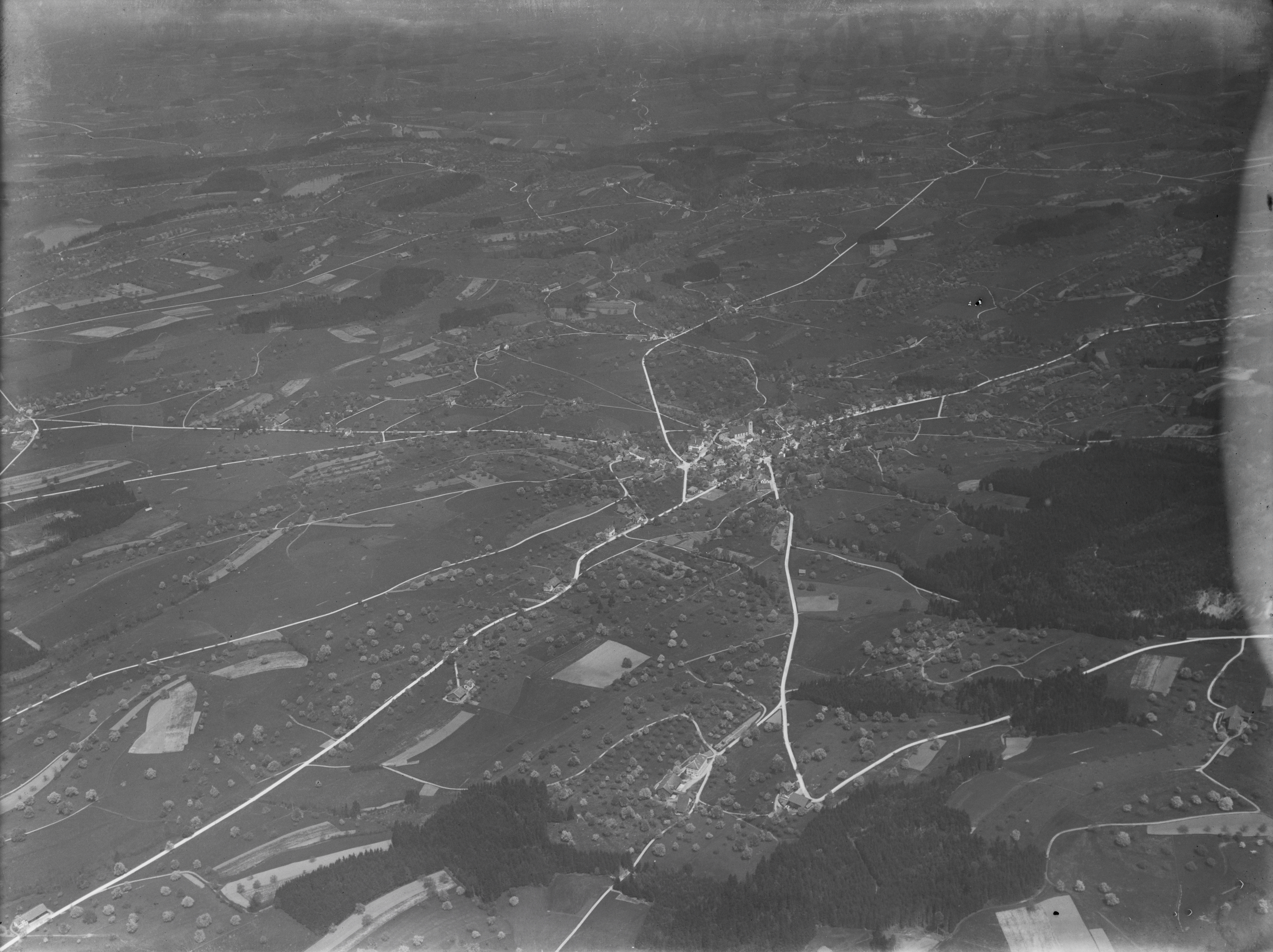
Letecký pohled (1919)

Waldkirch je poprvé zmiňován v roce 879 jako Waldchirichun marcho. V roce 1831 byl v lokalitě Widenhueb objeven rozsáhlý římský nález sestávající z asi 6000 mincí z období 70 až 256 n. l. V roce 1831 byl nález rozšířen o další mince. Oblast byla pravděpodobně osídlena již od raného středověku. V údolí Sorntal se objevil alemanský řadový hrob ze 7. století. Waldkirch byl majetkem kláštera v St. Gallenu. V letech 1277/78 se dostal pod vliv pánů z Ramschwagu, ale do roku 1462 jej získalo zpět opatství St. Gallen a stal se součástí panství jako dvůr Waldkirch (právní suverenita od roku 1469). Během appenzellských válek se Waldkirch a Bernhardzell v roce 1401 spojily s obyvateli Appenzellu a města St. Gallen, načež byly obě vesnice v roce 1403 vypáleny. Obyvatelstvo se opakovaně účastnilo lidových hnutí proti knížecí nadvládě. V roce 1489 se ve Waldkirchu konala landsgemeinde, takzvaná Waldkirchská aliance. V roce 1528 zde byla zavedena reformace. Od roku 1532 byla obnovena knížecí nadvláda. Waldkirch se účastnil revolučního hnutí v knížectví.
Katolický farní kostel svatého Blažeje, postavený pravděpodobně v 9. století, byl v letech 1720 až 1722 rozšířen, v roce 1783 uvnitř upraven a v letech 1989 až 1991 kompletně restaurován. V roce 1803 se Waldkirch spolu s Bernhardzellem stal politickou obcí nového kantonu St. Gallen a až do reorganizace kantonu patřil do okresu Gossau. V roce 1872 se obec rozhodla, že se nepřipojí k železnici Gossau–Bischofszell.

## Obyvatelstvo

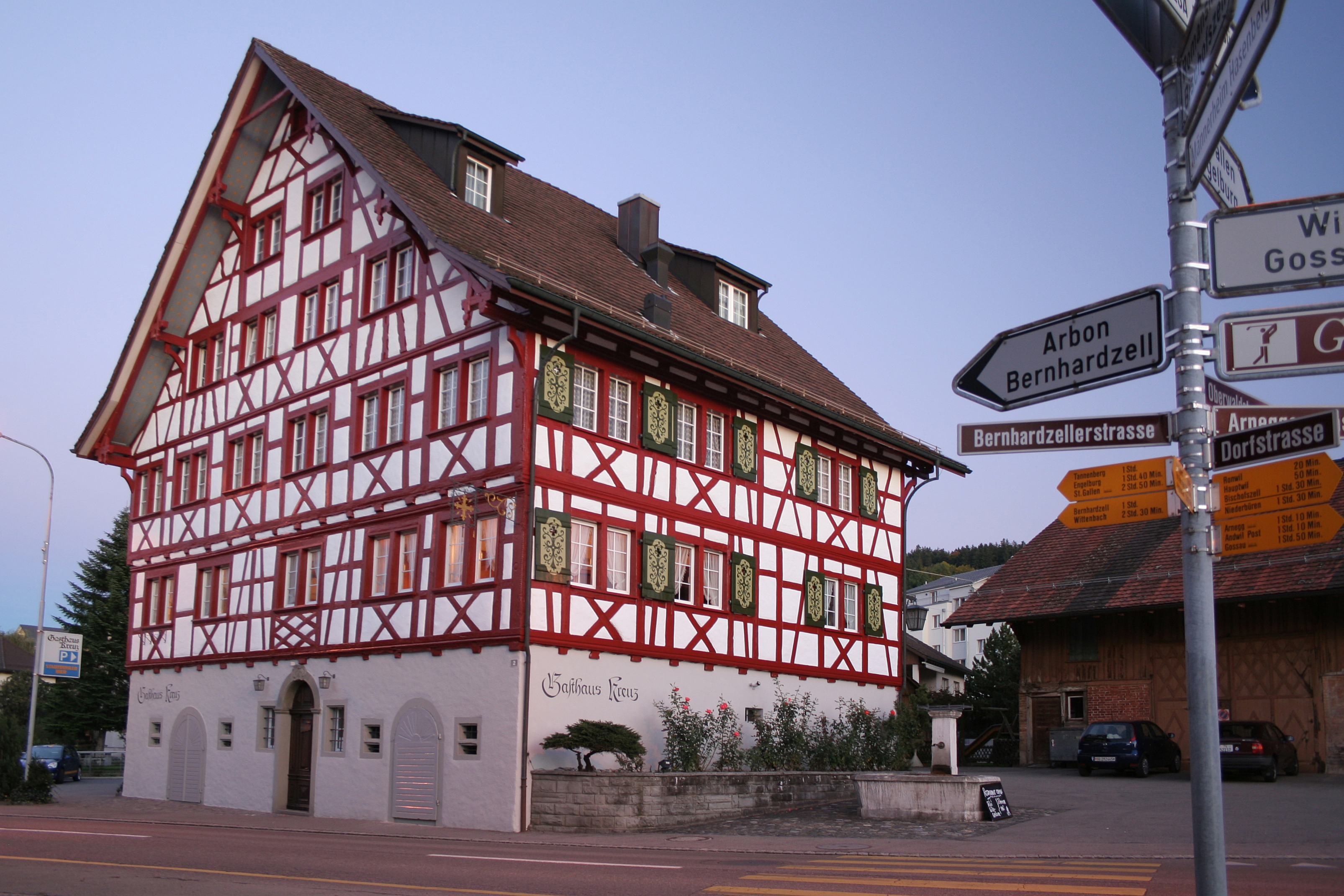
Tradiční architektura v obci

| Vývoj počtu obyvatel | Vývoj počtu obyvatel | Vývoj počtu obyvatel | Vývoj počtu obyvatel | Vývoj počtu obyvatel | Vývoj počtu obyvatel | Vývoj počtu obyvatel | Vývoj počtu obyvatel | Vývoj počtu obyvatel |
| -------------------- | -------------------- | -------------------- | -------------------- | -------------------- | -------------------- | -------------------- | -------------------- | -------------------- |
| Rok                  | 1850                 | 1900                 | 1950                 | 1980                 | 2000                 | 2010                 | 2019                 |                      |
| Počet obyvatel       | 2601                 | 2764                 | 2556                 | 2622                 | 3040                 | 3340                 | 3533                 |                      |

## Hospodářství
V roce 1361 je ve Waldkirchu zmiňován mlýn. V obci, která byla ještě na počátku 21. století venkovská, převažovalo až do 18. století zemědělství, následovalo ovocnářství a od druhé poloviny 19. století mlékařství. V roce 1993 zde bylo jedenáct sýráren. Textilní průmysl, který vznikl v 19. století jako průmysl přímo v domácnostech, ztratil po přelomu 19. a 20. století na významu. Přádelna v Sorntalu byla založena v roce 1823 a její nástupce byl zrušen v roce 1969. Po druhé světové válce došlo k opětovnému hospodářskému vzestupu a zvýšila se stavební činnost.

## Doprava
Samotná obec se nachází mimo hlavní dopravní tahy. Západně od obce prochází železniční trať z Gossau do Bischofszellu, ale Waldkirch nemá vlastní železniční stanici. Nejbližší železniční stanice se tak nachází v Arneggu, asi 4 km od obce. Obec je obsluhována silniční sítí; do Wittenbachu, Gossau a Engelburgu jezdí postbusové spoje. Křižovatka Gossau na dálnici A1 (Curych – St. Gallen) se nachází asi 5 km od Waldkirchu.